# Стая с лилави стени
Стая с лилави стени е четвърти сингъл на българския поп-рок дует Дони и Момчил, съвместен с Каналето, издаден през 1999 година.

## Изпълнители

### Дони и Момчил
- Добрин Векилов – вокал, музика и текст
- Момчил Колев – аранжимент

### Каналето
- Камен Воденичаров
- Мартина Вачкова
- Тончо Токмакчиев

## Песни
Сингъла съдъжа само една песен:
1. Стая с лилави стени